# Tania Tsanaklidou
Tania Tsanaklidou (griechisch Τάνια Τσανακλίδου, * 9. April 1952 in Drama) ist eine griechische Sängerin und Schauspielerin. Sie wuchs in Thessaloniki auf, wo sie bereits im Alter von acht Jahren am Theater für Kinder von Marie Soidou auf der Bühne stand. Später studierte sie Schauspiel und Archäologie in Saloniki.

## Leben und Wirken
Im Alter von 21 Jahren zog sie nach Athen, wo sie in einem Stück für Kinder, Mormolis von Xenia Kalogeropoulou, auftrat. Nachts sang sie in einem Klub zusammen mit dem Komponisten und Musiker Giannis Markopoulos.
1978 vertrat sie Griechenland beim Eurovision Song Contest und erreichte mit ihrem Lied Charlie Chaplin den achten Platz.
Sie spielte in einigen Theater- und Fernsehproduktionen mit und nahm viele Platten auf, unter anderem mit Michalis Delta. Zusammen brachten die beiden 2001 das Album To chroma tis meras (Το χρώμα της μέρας „Die Farbe des Tages“) bei Universal Records heraus. Auf dem Album wurde auch nochmal die bereits 2000 erschienene Single Mia agapi mikri (Μια αγάπη μικρή) veröffentlicht.
2008 spielte sie in der antiken tragisch-philosophischen Komödie Samia von Menander die Rolle der Hetäre Chrysis. Zuvor hatte Tsanaklidou mit ihrer Kollegin Dimitra Galani, einer in Griechenland ebenfalls sehr bekannten Sängerin, eine Wintertournee durch Griechenland gemacht. Sie tritt außerdem live mit Vassilis Papakonstantinou auf.

## Diskografie
- 1978: Charlie Chaplin (Τσάρλυ Τσάπλιν)
- 1978: Ares mares koukounares (Άρες μάρες κουκουνάρες)
- 1980: Choris tavtotita (Χωρίς ταυτότητα)
- 1981: Piaf
- 1982: File (Φίλε)
- 1984: Metamorfosis (Μεταμορφώσεις)
- 1985: Tis vrochis ke tis nychtas (Της βροχής και της νύχτας)
- 1988: Ta tragoudia tou bar (Τα τραγούδια του μπαρ)
- 1988: 16 apo ta oreotera tragoudia mou (16 από τα ωραιότερα τραγούδια μου „Sechzehn meiner schönsten Lieder“)
- 1988: Mama gernao (Μαμά γερνάω)
- 1990: Alliotiki mera (Αλλοιώτικη μέρα)
- 1991: Nadir (Ναδίρ)
- 1992: I Tania Tsanaklidou tragouda Gianni Spano (Η Τάνια Τσανακλίδου τραγουδά Γιάννη Σπανό)
- 1995: I megalyteres epitychies tis (Οι μεγαλύτερες επιτυχίες της)
- 1995: Tragoudia tou paraxenou kosmou (Τραγούδια του παράξενου κόσμου)
- 1997: Live
- 1998: To magiko kouti (Το μαγικό κουτί)
- 1998: Parathyra se chrono ragismeno 1980–1995 (Παράθυρα σε χρόνο ραγισμένο 1980–1995)
- 2003: Dimitra – Tania Zontanes ichografisis sto Zygo 2001–2002 (Δήμητρα – Τάνια Ζωντανές ηχογραφήσεις στο Ζυγό 2001–2002)
- 2005: Tania Tsanaklidou 2 chronia Metro (Τάνια Τσανακλίδου 2 χρόνια ΜΕΤΡΟ)